# Sverige i olympiska vinterspelen 1972
Sverige i olympiska vinterspelen 1972

## Svenska medaljörer

### Skidor, nordiska grenar

#### Herrar
- 15 km

1 Sven-Åke Lundbäck – 45.28,24

### Skidskytte
- 20 km individuellt

3 Lars-Göran Arwidson – 1.16.27,03

### Skridskor
- 500 m

2 Hasse Börjes – 39,69
- 1 500 m

3 Göran Claeson – 2.05,89